# Опитненська сільська рада
| Опитненська сільська рада — колишній орган місцевого самоврядування у Бахмутському районі Донецької області з адміністративним центром у селищі Опитне. Сільській раді підпорядковані населені пункти: - с-ще Опитне - с-ще Зеленопілля - с. Іванград - с-ще Ягідне |

## Склад ради
Рада складається з 18 депутатів та голови.

## Керівний склад сільської ради
| ПІБ                      | Основні відомості                                                    | Дата обрання | Дата звільнення |
| ------------------------ | -------------------------------------------------------------------- | ------------ | --------------- |
| Кокул Володимир Петрович | Сільський голова, 1949 року народження, освіта, член Партії регіонів | 26.03.2006   | 31.10.2010      |
| Йорохов Зосим Михайлович | Сільський голова, 1962 року народження, освіта вища, безпартійний    | 31.10.2010   |                 |

Примітка: таблиця складена за даними джерела